# Šnit
Šnit je istorijski roman Igora Marojevića objavljen od strane izdavačke kuće Laguna 2007. godine.
Šnit nudi prvu proznu obradu teme Zemuna u doba II svetskog rata kad je ovaj grad pripao „NDH“. Saživot Srba, Nemaca i Hrvata isprva je tolerantan da bi sve počelo da skreće prema istinskom vrtlogu.
Posredstvom originalne forme „romana tabloida“ u kojoj je svako poglavlje u stvari novinski tekst (rubrike U gradskoj žiži, Izveštaj. Razgovor, Ljudi. Ljudi, Vesti...) slojeviti siže Šnita se brzo rekonstruiše: glavni junak, Zemunac Novak Maričić, dospeva u istovremenu ljubavnu vezu sa nemačkom novinarkom Karen Frost i Monikom Vranić, saradnicom zagrebačkog nedeljnika Spremnost. Rasplet ovog trougla nosi dvostruku porodičnu tragediju i beg Novaka Maričića, te opštu potragu za njim od Zemuna do Ravne gore.
Sve to se odvija unutar tri „Ljubavne novele“ u kojima autor vešto simulira istoimeni žanr. Među ključnim likovima knjige su i jedan „nevidljivi“ partizan koji učestvuje u potrazi, kao i čuveni modni kreator Hugo Bos, istorijski poznat po tome što je dizajnirao i šio SS uniforme.